# National Institute of Justice
O National Institute of Justice (NIJ) é a agência de pesquisa, desenvolvimento e avaliação do United States Department of Justice (DOJ).
O NIJ, juntamente com o Bureau of Justice Statistics (BJS), o Bureau of Justice Assistance [en] (BJA), o Office of Juvenile Justice and Delinquency Prevention [en] (OJJDP), o Office for Victims of Crime [en] (OVC) e outros escritórios do programa, compõem o Office of Justice Programs [en] (OJP) do DOJ.

## História
O National Institute of Law Enforcement and Criminal Justice foi estabelecido em 21 de outubro de 1968, sob o Omnibus Crime Control and Safe Streets Act of 1968 [en], como um componente da Law Enforcement Assistance Administration [en] (LEAA). Em 1978, foi renomeado como National Institute of Justice. Algumas funções da LEAA foram absorvidas pelo NIJ em 27 de dezembro de 1979, com a aprovação do Justice System Improvement Act of 1979.
A lei, que alterou o Omnibus Crime Control and Safe Streets Act of 1968, também levou à criação do Bureau of Justice Statistics. Em 1982, a LEAA foi sucedida pelo Office of Justice Assistance, Research, and Statistics (1982–1984) e depois pelo Office of Justice Programs [en] em 1984.
O NIJ se diferencia das outras organizações de pesquisa governamentais dos EUA porque é chefiado por um representante político do presidente, e não por um cientista ou membro do serviço público. O Presidential Appointment Efficiency and Streamlining Act of 2011 eliminou a necessidade de confirmação do diretor do NIJ pelo Senado.
Em 2010, o United States National Research Council divulgou um relatório sobre a reforma do NIJ e identificou problemas com a sua independência, orçamento e missão científica. Embora tenha considerado separar o NIJ do seu departamento atual, o Office of Justice Programs, recomendou manter o NIJ dentro do OJP, mas dando-lhe maior independência e autoridade através de qualificações claras para o seu diretor, controlo sobre o seu orçamento e um conselho consultivo estatutário. Também recomendou ao NIJ que: (1) se concentre na investigação em vez de atividades de capacitação forense, (2) aumente o financiamento para programas para investigadores graduados, (3) aumente a transparência e (4) faça autoavaliações periódicas.